# Weiße Narzisse

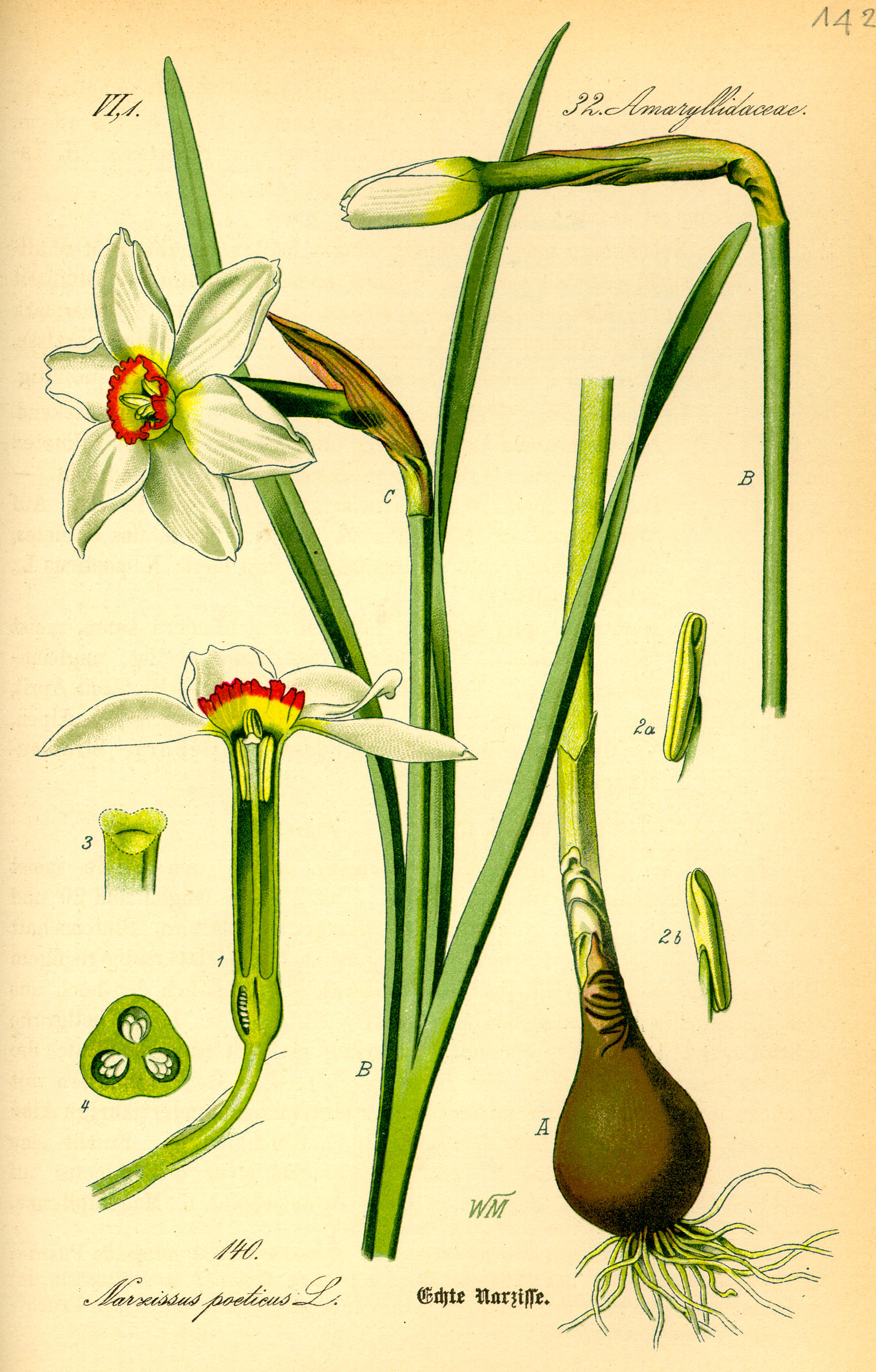
Weiße Narzisse (Narcissus poeticus)

Die Weiße Narzisse (Narcissus poeticus), auch Dichter-Narzisse, Montreux-Narzisse oder Echte Narzisse genannt, ist eine Pflanzenart aus der Gattung der Narzissen in der Familie der Amaryllisgewächse (Amaryllidaceae).

## Merkmale
Die Dichter-Narzissen wachsen als ausdauernde krautige Pflanzen, die Zwiebeln als Überdauerungsorgane ausbilden und Wuchshöhen von 40 bis 50 cm erreichen. Ihre Laubblätter sind nur 5 bis 8 mm breit. 
Die zwittrigen Blüten stehen einzeln auf einem Blütenstandsschaft, sind cremeweiß und haben in ihrer Mitte eine, durch Karotinkristalle gefärbte, gelb-rote Nebenkrone. Diese Nebenkrone dient als Farbflecksaftmal und hat einen anderen und intensivieren Duft als das übrige Perigon. Die Perigonzipfel sind am Grund nur wenig verschmälert. Drei Staubblätter sind tiefer und drei höher eingefügt. Dies ist ein Unterscheidungsmerkmal zur Stern-Narzisse (Narcissus radiiflorus), bei der sich alle sechs Staubblätter in gleicher Höhe befinden. Die Blütezeit reicht von April bis Mai. 
Die Pflanze ist hochgiftig und enthält vor allem in der Zwiebel die giftigen Alkaloide Lycorin und Homolycorin (Narcipoetin).

## Verbreitung
Weiße Narzissen waren ursprünglich nur im Mittelmeergebiet beheimatet. Durch Kultivierung sind sie mittlerweile weltweit zu finden. Sie bevorzugen kalkarme und feuchte Standorte wie Feuchtwiesen und Flachmoore.
Als Wildpflanze am Heimatstandort ist die Weiße Narzisse in ihren Beständen stark bedroht und entsprechend streng geschützt.

## Vermehrung
Vegetativ vermehrt sich die Weiße Narzisse durch Brutzwiebeln. Die Perigonröhre ist bis zu 3 Zentimeter lang und daher vorwiegend von Schmetterlingen bestäubt.

## Verwendung
Die Weiße Narzisse ist nach der Gelben Narzisse die wirtschaftlich bedeutendste unter den Narzissen: Sowohl als Schnittblume wie auch als Beet- und Rabattenpflanze wird sie jedes Jahr in umfangreichen Mengen in den Handel gebracht. Vor allem im Aubrac im französischen Zentralmassiv werden die weißen Blüten wildwachsender Narzissen abgeerntet und zur Parfümherstellung verwendet. Zur Verwendung in der Heilkunde siehe Narzissen.

## Varia
Nach der Dichternarzisse wurde der Narzissmus benannt.
Sie gilt als die Nationalblume von Andorra.